# Žabljak (município)
Žabljak é um município de Montenegro. Sua capital é a vila de Žabljak.

## Demografia
De acordo com o censo de 2003 a população do município era composta de:
- Sérvios (50,15%)
- Montenegrinos (42,85%)
- Croatas (0,07%)
- Muçulmanos por nacionalidade (0,02%)
- outros (0,35%)
- não declarados (6,55%)

## Independência de Montenegro
No referendo realizado no dia 21 de Maio de 2006 que decidiu pela independência de Montenegro, os números do município foram os seguintes:
- total de eleitores cadastrados: 3.407
- eleitores que votaram: 3.096
- votos a favor da manutenção da união com a Sérvia: 1.884 (61,33%)
- votos a favor da independência de Montenegro: 1.188 (38,67%)